# 塔拉克村 (加利福尼亞州)
塔拉克村（英語：Tallac Village）是位於美國加利福尼亞州埃爾多拉多縣的一個非建制地區。該地的面積和人口皆未知。

## 地理
塔拉克村的座標為38°55′19″N 120°01′19″W / 38.92194°N 120.02194°W，而該地的平均海拔高度為1909米（即6263英尺）。